# Browning BDA380
Appellation commerciale nord-américaine du Browning Double Action 140/BDA 140 chambré en 9mm court (.380 ACP aux États-Unis d'où BDA380. Lancé en 1978, le Browning BDA 140 est une variante à culasse fermée portant le levier ambidextre de sécurité des Beretta 81 (pour sa version 7,65 Browning destinée à l'Europe) et Beretta 84 (version 9 mm court) fabriqué par les usines Beretta elles-mêmes pour le compte de la FN Herstal. Destiné à remplacer le Browning M1922, il échoua commercialement (malgré quelques achats de la Police Judiciaire belge pour les fonctionnaires féminins) et fut retiré du catalogue vers la fin des années 1990.

## Données numériques
- Munition : 9x17 mm (.380ACP) ou 7.65x17 mm (.32ACP)
- Masse de l'arme vide: 640 g
- Longueur: 173 mm
- Canon: 96 mm
- Capacité du chargeur: 12 (9 mm) ou 13 (7,65 mm) munitions